# آتش‌های کویت
آتش‌های کویت یک فیلم مستند آمریکایی محصول ۱۹۹۲ دربارهٔ آتش‌سوزی‌های نفتی کویت به کارگردانی دیوید داگلاس است. این فیلم نامزد دریافت جایزه اسکار در زمینه بهترین فیلم مستند شد. این فیلم برنده جایزه تالار مشاهیر در سال ۲۰۰۵ از انجمن سینمای صفحه غول‌آسا شد. این مستند بر تلاش بین‌المللی برای خاموش کردن چاه‌های نفت آتش‌گرفته کویت پس از جنگ خلیج فارس تمرکز دارد.